# Ołeksandr Szudryk
Ołeksandr Mychajłowycz Szudryk, ukr. Олександр Михайлович Шудрик, ros. Александр Михайлович Шудрик, Aleksandr Michajłowicz Szudrik (ur. 31 stycznia 1954 w Iskitimu, w obwodzie nowosybirskim, Rosyjska FSRR) – ukraiński piłkarz, grający na pozycji obrońcy, a wcześniej napastnika, trener piłkarski.

## Kariera piłkarska

### Kariera klubowa
Grę w piłkę nożną rozpoczął w Szkole Piłkarskiej SKA Nowosybirsk, a potem Dzierżyniec Nowosybirsk. Brał udział w turniejach młodzieżowych, które odbywały się pod patronatem Federacji Futbolu Związku Radzieckiego. Zaczął grać na pozycji napastnika, przy czym często zdobywał tytuły najlepszego strzelca i napastnika na tych zawodach. Wtedy już był kandydatem do kadry narodowej Rosyjskiej FSRR, ale nie zagrał żadnego spotkania. Od 15 lat trenował się z pierwszą drużyną Czkałowca Nowosybirsk, który występował w drugiej lidze radzieckiej.
Potem zaliczył służbę w wojsku, grając w SKA Czyta, która również brała udział w rozgrywkach drugiej ligi radzieckiej. Po służbie, pozostał w Czycie, gdzie powstał klub Łokomotiw Czyta, do którego został zaproszony. Potem były dwa dobre sezony w zespole Zwiezda Irkuck, który trenował Jurij Zubkow, były piłkarz Tawrii Symferopol w latach 60. W tym samym czasie zmienił pozycję na obrońcę. W 1980 roku na zaproszenie trenera Anatolija Zajajewa przeszedł do Tawrii Symferopol, z którą w pierwszym że sezonie zdobył mistrzostwo w pierwszej lidze i po raz pierwszy w swojej historii awansował do Wyższej Ligi ZSSR. W 1983 bronił barw innego krymskiego klubu Atłantyka Sewastopol, a w następnym roku, powrócił do Symferopolu, gdzie w 1984 zakończył karierę piłkarską.

## Kariera trenerska
Po zakończeniu kariery piłkarską przez 4 lata trenował Meteor Symferopol. Następnie przez trzy lata pracował w Rosji w zespole Agan Radużny. W pierwszym sezonie wygrał turniej spośród drużyn amatorskich, i w finale zdobył awans do udziału w rozgrywkach wśród profesjonalnych zespołów. Następnie spędził dwa lata jako asystent trenera w Zaria Lenińsk Kuźniecki, która występowała w pierwszej lidze rosyjskiej. Tam rozpoczynało swoją karierę dwóch graczy, którzy potem bronili barw reprezentacji Rosji i Ukrainy. To Aleksiej Smiertin i Serhij Kormilcew. W 1996 prowadził syberyjski Samotłor-XXI Niżniewartowsk.
Potem powrócił do Ukrainy, gdzie praktycznie od zera, rozpoczął pracę w klubie Krymtepłycia Mołodiżne. W ciągu czterech sezonów wygrali praktycznie wszystko, co mogli: dwa razy zdobył mistrzostwo i puchar Krymu, potem klub otrzymał status profesjonalny i zaczął występować w drugiej lidze ukraińskiej. Następnie, na prośbę Serhija Kunicyna stworzył zespół Chimik Krasnoperekopsk, który w swoim pierwszym sezonie zdobył mistrzostwo i puchar Krymu i po pierwszym sezonie zgłosił się do gry w drugiej lidze. Potem był krótki etap pracy w IhroSerwisie Symferopol, gdzie pomagał głównemu trenerowi, ale po jego zwolnieniu, także musiał odejść. Od stycznia do września 2010 prowadził młodzieżową drużynę Tawrii Symferopol. Od września do grudnia 2010 pomagał trenować pierwszy zespół Tawrii. 8 maja 2011 po dymisji Wałerija Petrowa przyjął obowiązki głównego trenera Tawrii. Od 9 czerwca 2011 ponownie trenował młodzieżowy skład Tawrii, a w październiku 2011 przeniósł się na stanowisko głównego trenera Chimika Krasnoperekopsk.

## Sukcesy i odznaczenia

### Sukcesy klubowe
- mistrz Pierwszej ligi ZSRR: 1980

### Sukcesy trenerskie
- niejednokrotny mistrz i zdobywca pucharu Krymu.